# ریشک‌بال‌های بال‌نواری
ریشک‌بال‌های بال‌نواری (نام علمی: Aeolothrips) نام یک سرده از تیره ریشک‌بالان بال‌نواری است.